# Louis Michel Hattingais
Louis Michel Hattingais, né le 1er octobre 1749 à Meaux (Seine-et-Marne) et mort le 31 mars 1841 au même lieu, est un homme politique français.

## Biographie
Procureur du roi du bailliage de Meaux en 1778 et échevin de la ville, Louis Michel Hattingais préside en 1791 la société des amis de la constitution et devient commissaire près le tribunal correctionnel de Meaux. Il est élu député de Seine-et-Marne au Conseil des Cinq-Cents le 26 germinal an VI. Opposé au coup d'État du 18 Brumaire, il refuse un siège au corps législatif et reprend ses fonctions de magistrat à Meaux. Il est de nouveau député en 1815, pendant les Cent-Jours. Il est révoqué de ses fonctions de magistrat sous la Restauration.
Il épouse Mlle Parent du Moiron, puis Mlle Godart (sœur de Jean-Louis Godart).

## Sources
- « Louis Michel Hattingais », dans Adolphe Robert et Gaston Cougny, Dictionnaire des parlementaires français, Edgar Bourloton, 1889-1891 [détail de l’édition]